# Оскар Гойлунн
Оскар Вінтер Гойлунн (дан. Oscar Winther Højlund, нар. 4 січня 2005, Копенгаген, Данія) — данський футболіст, півзахисник німецького клубу «Айнтрахт».

## Біографія
Оскар Гойлунн народився у Копенгагені у футбольній родині. Його батько - Андерс був професійним футболістом. Старший брат Оскара Расмус - гравець англійського «Манчестер Юнайтед» та національної збірної Данії. Брат - близнюк Еміль також грає в складі ФК «Копенгаген».

## Ігрова кар'єра

### Клубна
З 2018 року Оскар Гойлунн є гравцем молодіжної команди «Копенгагена». У грудні 2021 року він підписав з клубом професійний контракт. А 19 березня 2023 року у матчі чемпіонату країни Оскар дебютував в основі клубу. У сезоні 2023/24 півзахисник дебютував на міжнародному рівні у матчах Ліги чемпіонів.
У липні 2024 року Гойлунн перейшов до німецького «Айнтрахта», підписавши з клубом контракт до 2029 року.

### Збірна
З 2021 року Оскар Гойлунн захищав кольори юнацьких збірних Данії.